# فرودگاه کی‌لیک
فرودگاه کی‌لیک (به انگلیسی: Key Lake Airport) یک فرودگاه همگانی است که یک باند فرود شن دارد و طول باند آن ۱۶۱۰ متر است. این فرودگاه در کشور کانادا قرار دارد و در ارتفاع ۵۱۴ متری از سطح دریا واقع شده است.